# Elcatonina
L'elcatonina è un polipeptide sintetico con sequenza aminoacidica analoga a quella della calcitonina di anguilla. È più stabile delle calcitonine naturali perché priva di ponti disolfuro. Infatti l'elcatonina deriva a partire dalla calcitonina di anguilla cambiando il legame SS in un legame CN stabile.

## Tossicologia
I valori della DL50, per via endovenosa, nel ratto è > 7 000 unità MRC/kg e nel topo è > 13 000 unità MRC/kg.

## Usi clinici
L'elcatonina è indicata nel trattamento di ipercalcemie di diversa eziologia, malattia di Paget, malattia di Sudeck e osteoporosi.

## Dosi terapeutiche
In caso di ipercalcemia, la posologia dell'elcatonina viene adattata al singolo paziente, sebbene la dose iniziale corrisponda generalmente a 40 unità MRC (40 unità MRC = 40 U.I.) due volte al giorno per via intramuscolare. Il dosaggio può essere poi gradualmente aumentato. Nei pazienti con osteoporosi, malattia di Sudeck, malattia di Paget, si somministrano 40 unità MRC 1-2 volte al giorno per iniezione intramuscolare oppure per via endonasale. La terapia deve essere protratta per alcuni mesi. Dosi elevate di farmaco possono provocare un'improvvisa e marcata ipocalcemia che va subito corretta con somministrazione di sali di calcio.